# 森後町 (神戸市)
森後町（もりごちょう）は兵庫県神戸市灘区の町名の一つで、同区東部、八幡字森後・永手・日尾・大道・中ノ通から昭和7年（1932年）9月成立した。

## 地理
東と南は永手町、西は六甲町、北は山手幹線を挟み日尾町でその東で僅かに高徳町と接する。三角形の町域をしている。東から順に一～三丁目がある。

## 由来
旧字名森後から。
森後について『灘区の町名』では
1. 杜（神社）の後
2. 守（も）り（神社を守る氏子）
3. 森があってその背後

といった説を挙げている。『神戸の町名』によれば、他にも森が多かったのに殊更特定したのは『太平記』巻八の摩耶城合戦の件で出てくる「八幡森」だと考えてよいとしている。しかしゴを「後」とすると南向きに建てられた社殿の前方に向かい合う形となって不自然となる。
『灘区の町名』では2番目の説は穿ち過ぎて不自然に見えるとし、三番目の説が今の所最も納得しやすいとしている。一方『神戸の町名 改訂版』ではその他、西宮で宿（シュク）の音に「守具」が当てられ、守の字が「森」に変わって「森具（もりぐ）になった例を挙げて、「灘区のモリゴが、旧大字「大道」（街道）に接しているからいうのではないが、さらに検討を要する」としている。

## 人口統計
令和2年国勢調査（2020年10月1日）における世帯数1,006、人口1,836で内男性806人・女性1,030人。